# Маурисио Пелегрино
Маурисио Андрес Пелегрино (на испански: Mauricio Andrés Pellegrino) е бивш аржентински футболист и настоящ треньор по футбол.

## Състезателна кариера
През 90-те години Пелегрино носи екипа на Велес Сарсфийлд и е с основна заслуга за златната ера на клуба, който печели четири титли на Аржентина, а през 1994 г. Междуконтинентална купа и Копа Либертадорес.
През сезон 1998/99 г. е привлечен от Луис ван Гаал в испанския Барселона. На 12 септември прави своя дебют в Примера дивисион за победата с 1:0 срещу Естремадура, а до края на шампионата записва общо 23 мача за да триумфира с шампионската титла на Испания.
Най-големи успехи Пелегрино постига с отбора на Валенсия където си партнира със своя сънародник и съотборник от националния отбор Роберто Аяла. Печели две титли на Испания, както и Купата на УЕФА 2003/04, побеждавайки на финала френския Олимпик Марсилия с 2:0.
С екипа на „прилепите“ има изиграни още два финала за Шампионската лига. В битката за трофея през сезон 1999/2000 губи от Реал Мадрид с 0:3. През следващия сезон 2000/01 срещу Байерн Мюнхен и след 120 минути игра мачът завършва 1:1, а при изпълнението на наказателни удари Пелегрино пропуска последната решаваща дузпа и Валенсия губи битката за трофея. За шестте си години престой във Валенсия се превръща в основен състезател и изиграва близо 200 официални мача за клуба.
През януари 2005 г., след като отпада от бъдещите планове на Клаудио Раниери, Пелегрино преминава със свободен трансфер в Ливърпул където се събира отново с бившия си наставник от Валенсия - Рафаел Бенитес. С „Мърсисайдци“ подписва договор за шест месеца, като се превръща в първия аржентинец обличал екипа на клуба. Изиграва 12 мача във Висшата лига, но след края на сезона не му е предложен нов по-дълъг договор и той е освободен от клуба.
След като е освободен от Ливърпул Пелегрино се завръща в Испания и подписва като свободен агент със скромния Алавес. Изиграва 13 мача, но в края на сезона изпада в Сегунда дивисион.

## Национален отбор
С националния отбор на Аржентина участва на Копа Америка през 1997 г. но записва едва 3 мача.

## Треньорска кариера
След като прекратява състезателната си кариера през юни 2006 г., Пелегрино остава свързан с Валенсия и поема младежкия отбор на клуба. Две години по-късно се завръща в Ливърпул и става асистент на Бенитес в първия отбор треньор,  пост който заема до лятото на 2010 г., след което треньорския тандем поема Интер. През декември 2010 г. екипът на Бенитес е уволнен.
На 7 май 2012 г. Маурисио Пелегрино е назначен за старши треньор в бившия си клуб Валенсия като заместник на подалия оставка в края на сезона Унай Емери.
Поради слаби резултати е уволнен на 1 декември същата година.

## Успехи като състезател
Велес Сарсфийлд
- Примера дивисион Аржентина (4): Клаусура – 1993, 1996, 1998; Апертура – 1995
- Междуконтинентална купа - 1994 (Победа над Милан с 2:0)
- Копа Либертадорес - 1994 (Победа над Сао Пауло 0:1, 1:0, 5:3 (дузпи))
- Копа Интерамерикана – 1994
- Суперкопа Судамерикана - 1996 (Победи над Крузейро 1:0 и 2:0)
- Рекопа Судамерикана - 1997 (Победа над Ривър Плейт 1:1, 4:2 (дузпи))

 Барселона
- Примера дивисион – 1998–99

 Валенсия
- Примера дивисион (2): 2001–02, 2003–04
- Суперкопа де Еспаня - 1999 (Победа над Барселона 1:0 и 3:3)
- Купа на УЕФА 2003/04 (Победа над Олимпик Марсилия с 2:0)
- Суперкупа на УЕФА - 2004 (Победа над Порто с 2:0)
- Шампионска лига
  - Финалист (2): 1999/2000, 2000/01